# Teichröda
Teichröda ist ein Ortsteil der Stadt Rudolstadt im Landkreis Saalfeld-Rudolstadt (Thüringen). Die Gemarkung Teichröda ist ca. 742 Hektar groß, davon rund 390 Hektar Wald. Das Ortswappen (Siegel) zeigt einen Fisch mit im Hintergrund stilisierten Teichgewächsen.

## Geografie
Der Ort liegt im Zusammenfluss der Remdaer Rinne mit dem Görnitzbach, 4 km von Teichel und 7 km von Rudolstadt entfernt. Die Ortschaft wird von 120–200 m hohen Bergen umgeben, die im Tännich 456 m ü. NN erreichen.

## Geschichte

### Ersterwähnung bis 19. Jahrhundert
Die erste Erwähnung des Ortes datiert aus dem Jahr 1334, der verwendete Name Techrode ist vermutlich von slawischen Personennamen Techorada abgeleitet. Mit der Schreibweise Teyrede im Jahre 1346 wird eine frühe Abwandlung des Ortsnamens erkennbar.
Teichröda lag im Trassenverlauf der sogenannten Kupferstraße. In der Teichrödaer Flur, speziell in der näheren Umgebung des Salzenberges (die Salze) sind noch gut erhaltene Hohlwege zu erkennen. Auf dem Teilstück zwischen Teichröda und Teichel wurde am 2. Oktober 1746 der Leutenberger Fuhrmann Balthasar Haff ermordet und beraubt.
Grundbesitzer im Ort waren die Klöster in Paulinzella und Stadtilm sowie adelige Familien der Region. Seit dem 14. Jahrhundert war Teichröda Teil des schwarzburgischen Burgbezirkes und späteren Amtes Rudolstadt, in das 17 Bauern zinsten. Im 16. Jahrhundert bestand ein bäuerliches Rügegericht, das sogenannte Burggericht. Dieses wurde alljährlich am Montag nach Simon und Juda (28. Oktober) unter der Dorflinde vom Schultheißen abgehalten, um anschließend mit Musik, Tanz und Spielen an diesem Ort zu feiern. Am Bauernaufstand 1525 waren Teichrödaer aktiv beteiligt und zogen zum Stadtilmer Lager, um ihren Forderungen, beispielsweise die Ablehnung eines Back – und Kuhgeldes, Nachdruck zu verleihen. 1611 verstarben in Teichröda und Eschdorf 91 Personen an der Pest. 1683 arbeiteten im Ort elf Handwerker, auch gab es drei Getreidemühlen. Um 1860 wohnten hier 20 Handwerker, 13 Anspannbauern, 31 Hintersättler, neun Tagelöhner sowie 39 Knechte und Mägde. Das Vorhandensein der Anspannbauern weist auf die Verdienstmöglichkeiten an der durch Teichröda führende Kupferstraße hin, auf deren steilem Anstieg zum Salzenberg die Bauern Vorspanndienste leisteten.
Mitte des 19. Jahrhunderts lebten in Teichröda 317 Einwohner. 1859 erhielt die Feuerwehr Teichröda eine eigene Spritze und Ende des 19. Jahrhunderts die ersten drei Feuerwehruniformen. Bis 1918 gehörte der Ort zur Oberherrschaft des Fürstentums Schwarzburg-Rudolstadt.

### Das Kriegsende (1945)

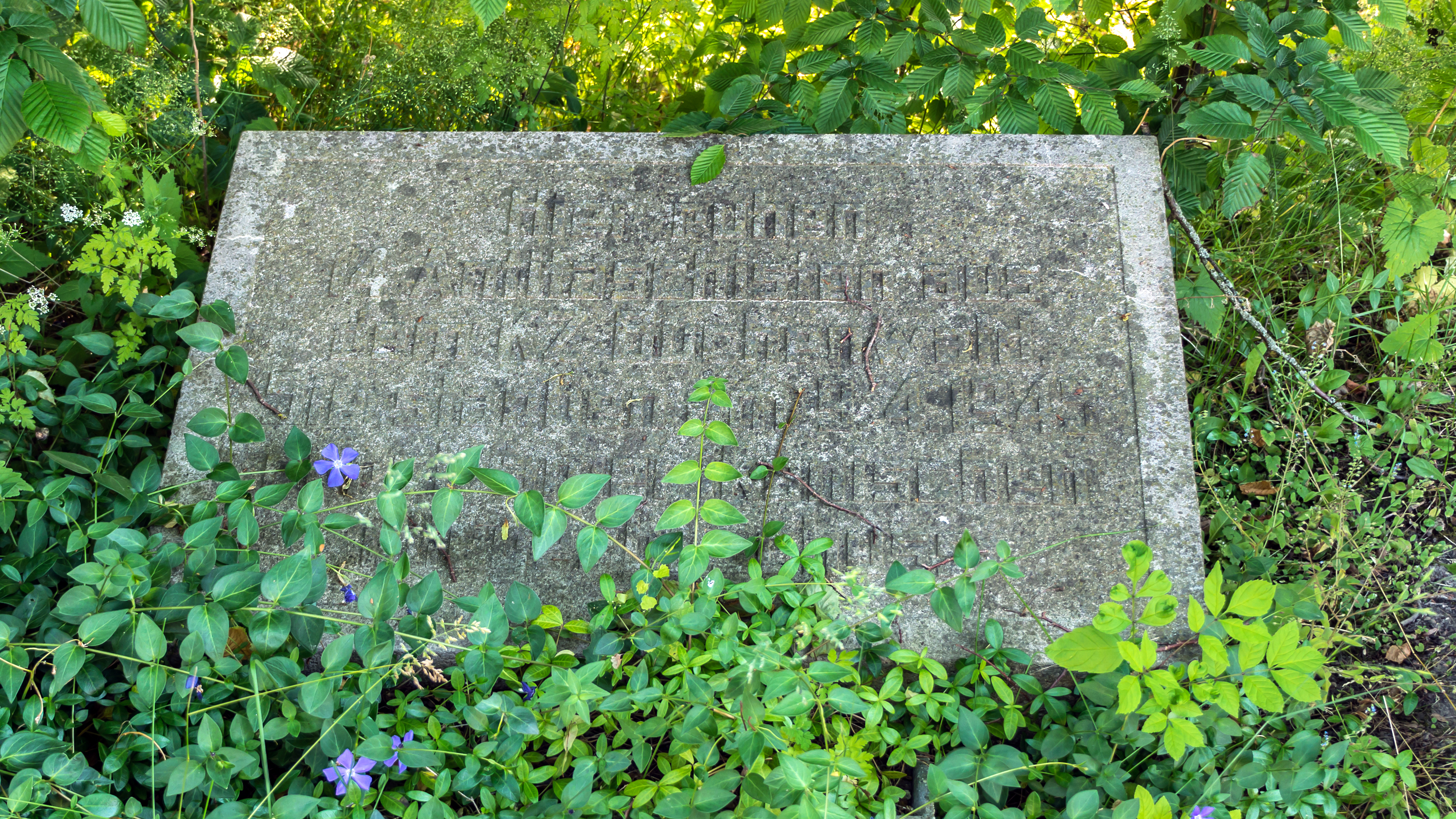
Der Gedenkstein: Hier ruhen 14 Antifaschisten aus dem KZ Buchenwald. Sie starben am 9.4.1945 durch amerikanischen Fliegerbeschuss.

Zum Kriegsende 1945, am 9. April, wurden KZ-Häftlinge eines Todesmarsches vom KZ Buchenwald (vermutlich französische Bürger) durch den Ort getrieben und dabei von US-amerikanischen Tieffliegern angegriffen, wobei 14 Gefangene ihr Leben verloren. Diese wurden in aller Eile vor Ort begraben, um dann einige Wochen später auf Geheiß der US-Kommandantur, von der Teichrödaer Bevölkerung wieder ausgegraben und umgebettet zu werden. Ein Gedenkstein auf ihrer Grabstätte in Ortsmitte und ein Denkmal am Ortseingang an der B 85 erinnern an diese Opfer. Auf dem Friedhof finden sich die Grabstätten von vier deutschen Soldaten, davon drei Baupioniere. Das Todesdatum ist nicht vermerkt.
Vom 13. April 1945 an wurden amerikanische Soldaten bei einigen Familien einquartiert und am 3. Juni 1945 wurde Thüringen an die sowjetischen Truppen übergeben. Durch Evakuierte und Umsiedler erhöhte sich die Einwohnerzahl auf über 500 Bürger.
Am 1. Januar 1997 bildeten Teichröda, die Städte Remda und Teichel sowie neun weitere Orte die neue Stadt Remda-Teichel. Zum 1. Januar 2019 wurde Teichröda im Zuge der Eingemeindung von Remda-Teichel ein Stadtteil von Rudolstadt.

## Kultur und Sehenswürdigkeiten

### Ortsbild
Wegen seines charakteristischen und gut erhaltenen historischen Ortsgrundrisses als doppeltes Sackgassendorf und des Straßen-, Platz- und Ortsbildes stellte das Thüringische Landesamt für Denkmalpflege das gesamte Ensemble „Ortslage“ 1995 unter Denkmalschutz.
Eine Sehenswürdigkeit ist die Dorfkirche.

### Wüstung Hopfgarten
Hopfgarten ist eine Wüstung und befindet sich etwa einen Kilometer von Teichröda entfernt.
Urkundliche Erwähnungen zu Hopfgarten existieren aus den Jahren 1417, 1420 bis 1450. Ab dieser Zeit erfolgte eine allmähliche Übersiedlung der Bevölkerung nach Teichröda und in umliegende Orte. Um 1663 war noch eine Kalkhütte in Betrieb.

## Persönlichkeiten
- Friedrich Christian Heinrich Schönheit (1789–1870), evangelischer Geistlicher und Botaniker